# Синий Яр
Синий Яр (алт. Кӧк-Јар) — село в Усть-Коксинском районе Республики Алтай России. Входит в состав Усть-Коксинского сельского поселения.

## География
Расположено в приграничной территории юго-западной части Республики Алтай в горно-степной зоне и находится у реки Кокса.
Уличная сеть состоит из одного географического объекта: ул. Синий Яр.

## Население
| 2010 | 2011 | 2012 | 2013 | 2014 | 2015 |
| ---- | ---- | ---- | ---- | ---- | ---- |
| 7    | →7   | ↘6   | →6   | →6   | →6   |
| 2016 |      |      |      |      |      |
| →6   |      |      |      |      |      |

Национальный состав
Согласно результатам переписи 2002 года, в национальной структуре населения русские составляли 90 % от общей численности населения в 10 жителей

## Инфраструктура
Личное подсобное хозяйство. Любительская ловля рыбы.

## Транспорт
Находится на автодороге регионального значения «Подъезд Талда — Тюнгур (Природный парк „Белуха“)» (идентификационный номер 84К-134) (Постановление Правительства Республики Алтай от 12.04.2018 N 107 «Об утверждении Перечня автомобильных дорог общего пользования регионального значения Республики Алтай и признании утратившими силу некоторых постановлений Правительства Республики Алтай»).